# HMS Ark Royal (R07)
HMS Ark Royal (R07) je vyřazená letadlová loď a bývalá vlajková loď britského královského námořnictva třídy Invincible. Byla třetí a zároveň poslední lodí třídy Invincible. Na vodu byla slavnostně spuštěna v roce 1981 královnou Alžbětou. Do služby následovala své dvě sesterské lodě HMS Invincible a HMS Illustrious v roce 1985.
Je pátou lodí Royal Navy, která nese tento název. Původně bylo zamýšleno jméno Indomitable, což by lépe pasovalo k názvům lodí zbytku třídy. Po ohlasu veřejnosti byla nakonec loď pojmenována Ark Royal po předchozí Ark Royal, která byla ve službě skoro 30 let.
Je o něco větší než její sesterské lodě. Letová paluba je zakončena tzv. „skokanským můstkem“. Ark Royal nosila stíhačky s kolmým vzletem BAE Sea Harrier. Na palubě se taktéž objevovaly transportní vrtulníky Merlin a Sea King. Posádku tvořilo více než 1000 námořníků a pilotů. Loď se za své aktivní služby zúčastnila války v Bosně a invaze do Iráku.
Původně bylo její vyřazení plánováno na rok 2016, nakonec byla z provozu vyřazena 11. března 2011 jako důsledek restrukturalizace britského námořnictva. Nahradit již vyřazené HMS Invincible, HMS Ark Royal a HMS Illustrious (vyřazení plánováno na rok 2014) má nová třída Queen Elizabeth. Na pozici vlajkové lodi britského královského námořnictva Ark Royal nahradila HMS Albion.

## Výstavba

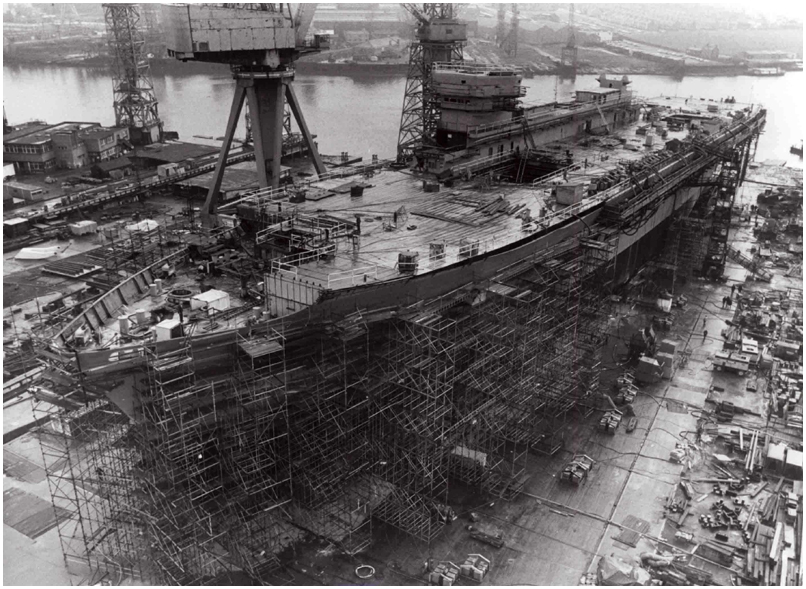
HMS Ark Royal během výstavby, 10. března 1981

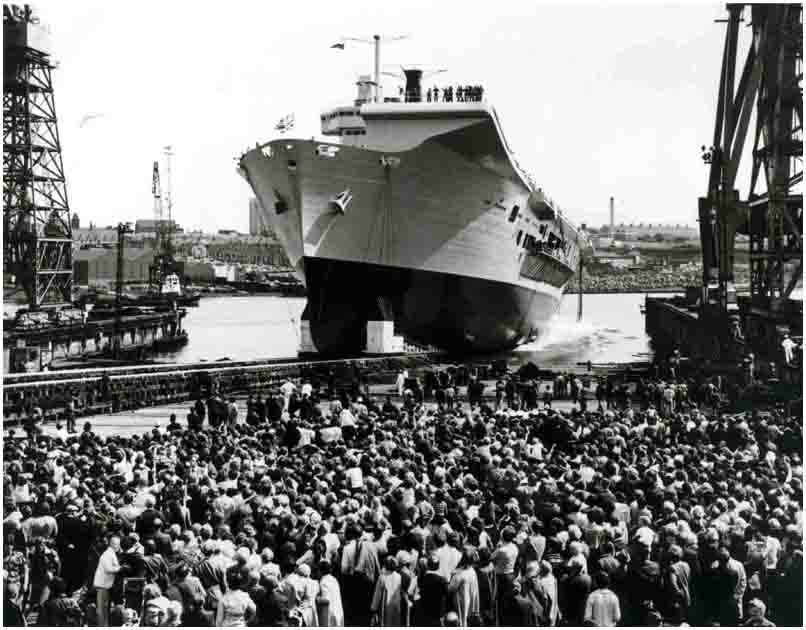
HMS Ark Royal je spouštěna na vodu, 20. června 1981.

Její výstavba začala na předměstí Newcastlu ve Wallsendu 7. prosince 1978. Na vodu byla spuštěna 20. června 1981 královnou Alžbětou a uvedena do služby byla o čtyři roky později 1. listopadu 1985. Podle původního záměru se loď měla jmenovat Indomitable v souladu se svými sesterskými loděmi (HMS Invincible and HMS Illustrious). Odpor veřejnosti k vyřazení původní Ark Royal (do té doby poslední velká britská letadlová loď) v roce 1980 dovedl Royal Navy k přehodnocení názvu na Ark Royal. Nedokončená Ark Royal byla údajně nabítnuta k prodeji Australskému královskému námořnictvu. Na místo toho byla k prodeji později nabídnuta HMS Invincible.

## Historie

### 1993–2003
Ark Royal operovala v roce 1993 během války v Bosně v Jaderském moři pod vedením kapitána Terryho Loughrana. V březnu roku 1999 byla poslána do loděnice v Rosythu na montáž, kde byla odzbrojena o střely Sea Dart. Taktéž byla rozšířena přední paluba, kde vzniklo nové místo pro "zaparkovaní" letadel. Znovu do provozu byla uvedena v roce 2001. V roce 2003 působila při invazi do Iráku v Perském zálivu pod vedením kapitána Alana Masseyho (později Viceadmirál a Druhý lord Admirality). Během jedné operace ve válce v Iráku došlo k nehodě, při které se ve vzduchu srazily dvě helikoptéry. Při této kolizi přišlo o život šest britských a jeden americký voják. Její nasazení v Perském zálivu bylo zfilmováno do pozdějšího dokumentu s názvem 'Ark Royal'.

### 2004–2009
V dubnu 2004 se začalo na Ark Royal s přípravou, po níž byla loď nově přestavěna a poté se opět vrátila do služby. Novým kapitánem Ark Royal se v srpnu roku 2006 stal Mike Mansergh. Domovský přístav měla v Portsmouthu, kam se také po přestavbě vrátila. 28. října 2006 se vrátila k britské flotile, kde absolvovala 10 týdenní výcvik. Po tomto výcviku byla paluba lodi využívána výhradně pro vrtulníky. Stala se tedy plnohodnotnou náhradou za HMS Ocean, která mezitím prošla modernizací. 16. listopadu 2006 na palubu Ark Royal úspěšně přistál útočný vrtulník britské armády WAH-64 Apache. Tím byla potvrzena schopnost lodi nést i tyto útočně vrtulníky.
22. března 2007 se Ark Royal vrátila do britského královského námořnictva po dvou letech přestavby, která stála 18 milionů liber. V květnu 2007 se opět stala vlajkovou lodí. Tuto pozici převzala po její sesterské lodi HMS Illustrious, která byla vlajkovou lodí od konce její přestavby v roce 2005. 31. července 2008 střídá Mansergha na pozici kapitána lodi kapitán John Clink. V říjnu 2008 se Ark Royal zúčastnila bojového cvičení Joint Warrior 08-2. V lednu 2009 navštívila Ark Royal Liverpool a poté řeku Tyne, kde byla postavena. Její cesty z Portsmouthu do Liverpoolu se zúčastnilo 108 kadetů z jednotek Sea Cadet Corps a Combined Cadet Force.

### 2010–2011
Během přerušení letecké dopravy nad evropským kontinentem kvůli erupci na islandské sopce Eyjafjallajökull v roce 2010 přidělil ministerský předseda Gordon Brown HMS Ark Royal a HMS Ocean úkol, při kterém měly na starosti záchranu uvízlých cestujících v kanálu La Manche. V červnu 2010 se Ark Royal zúčastnila oslav Kanadského královského námořnictva v Halifaxu. Tam ji při své cestě na summit G20 v Torontu navštívil ministerský předseda David Cameron. Během této doby přistál na lodi vojenský letoun V-22 Osprey. Tímto byly možnosti lodi opět o úroveň výš.
19. října 2010 BBC informovala veřejnost o tom, že loď bude vyřazena z provozu a sešrotována dříve, než bylo plánováno jako součást vládních škrtů. Jako nástupce Ark Royal má být v dlouhodobém horizontu HMS Prince of Wales. Kampaň za zachování jména Ark Royal pro jednu z nových letadlových lodí začala v listopadu 2010. Nástupce Ark Royal na pozici vlajkové lodi Royal Navy byl oznámen 3. prosince 2010. Stala se jím výsadková loď HMS Albion.
Do Portsmouthu, kde měla být vyřazena ze služby, dorazila loď večer 19. října. Před vyplutím do Loch Longu, kde byla loď zbavena veškeré munice, ji navštívila 5. listopadu v Portsmouthu královna Alžběta. Na poslední cestu před vyřazením vyrazila 17. listopadu. Během této plavby navštívila 18-22. listopadu město North Shields v Anglii a od 25. listopadu byla 5 dní v Hamburku. Návštěva Hamburku byla poslední zámořskou návštěvou. Během poslední cesty její palubu v Severním moři opustily 24. listopadu čtyři Harriery GR9. Ark Royal se plavila z Hamburku zpět do Portsmouthu, kam dorazila 3. prosince 2010 v 9:40. Špatné počasí při této příležitosti znemožnilo rozlučkový průlet Harrierů. Rozloučení s Ark Royal se konalo na náměstí Guildhall v Portsmouthu 22. ledna 2011, další rozloučení proběhlo v Leedsu.
K jejímu formálnímu vyřazení došlo 11. března 2011 v Portsmouthu. Poslední členové posádky loď opustily 25. května téhož roku.

### Po vyřazení ze služby

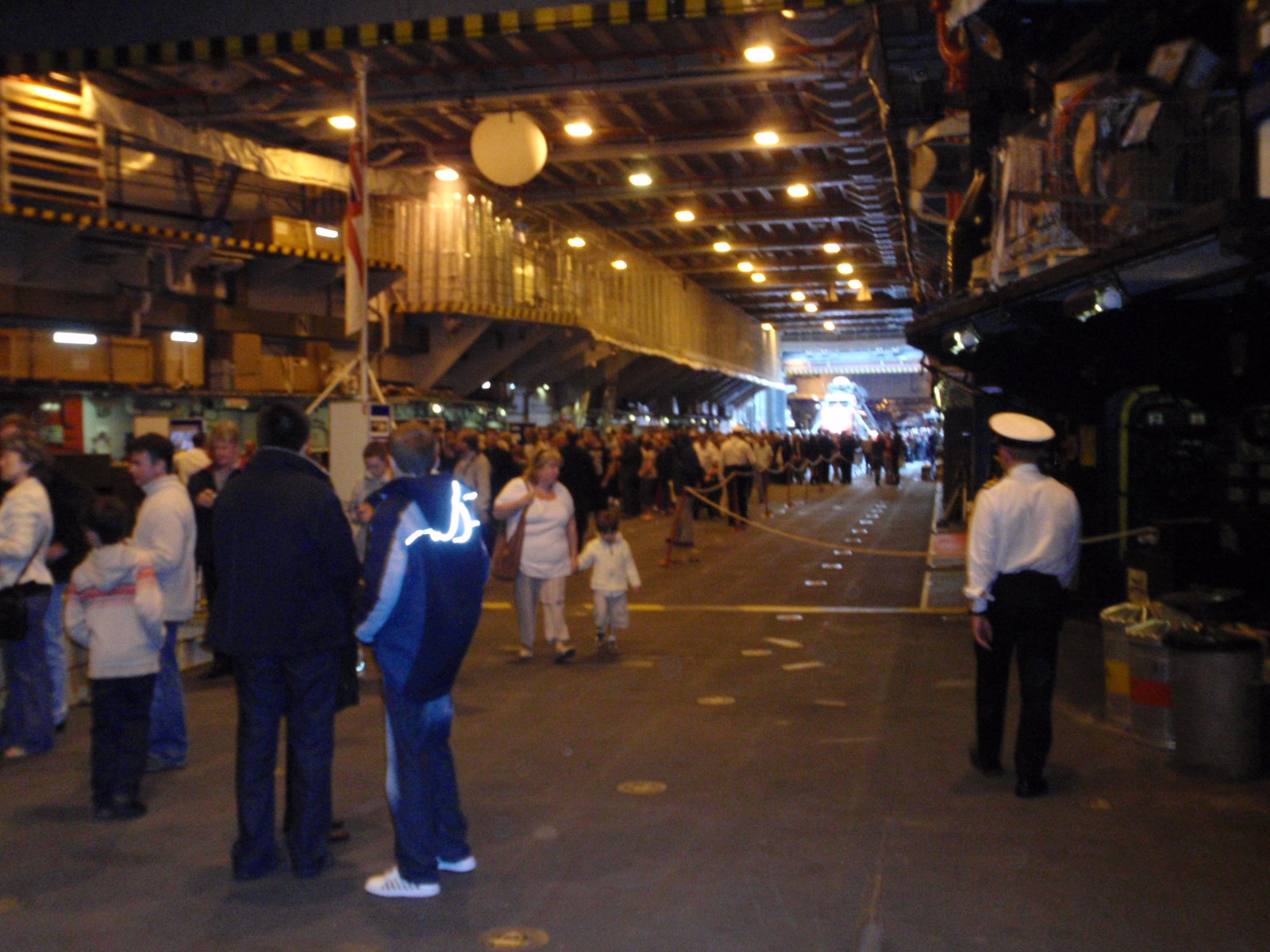
Hangár v útrobách Ark Royal

O osudu lodi ještě není rozhodnuto. Existuje několik možnosti, jak loď využít. Například jako hotel, kasino nebo by mohla sloužit veřejnosti jako HMS Belfast na Temži ve východním Londýně. Roční náklady na provoz lodi jako muzea jsou odhadovány na jeden milion liber. Další potenciální využití je jako plovoucí přistávací plocha pro vrtulníky v Londýnském Royal Albert dock. To by nicméně bylo v rozporu s plánem, podle kterého se v Londýně mají vystavět nové helipady. Další zvažovanou alternativou je přestavět Ark Royal na nemocniční loď, která by byla schopna zasáhnout při humanitárních katastrofách. Ještě je zde jedna možnost. Loď by byla v Devonshire potopena a sloužila by jako umělý útes.
28. března 2011 umístilo Ministerstvo obrany Velké Británie vyřazenou Ark Royal do dražby. Konečné datum pro podání objednávek bylo stanoveno na 6. července.
Jako projev uznání vyřazené Ark Royal si Portsmouth FC přidal na své letošní dresy motto lodi.